# Качуково
Качуково (тат. Качук) — село в Знаменском районе Омской области. Административный центр Качуковского сельского поселения.

## История
В 1928 году село состояло из 62 хозяйств, основное население — татары. В административном отношении являлось центром Качуковского сельсовета Знаменского района Тарского округа Сибирского края.

## Население
| 1868 | 1926 | 2002 | 2010 |
| ---- | ---- | ---- | ---- |
| 28   | ↗180 | ↗559 | ↘464 |

## Улицы
| - ул. 55 лет Победы, - ул. Береговая, - ул. Зелёная, | - ул. Лесная, - ул. Молодёжная, - ул. Набережная, | - ул. Стадионная, - ул. Тавлетова, - пер. Школьный. |